# Carabayo
Carabayos, ou Arojes (autodenominado Yacumo) é um povo isolado da Colômbia, ao longo do rio Puré (atual Parque do Rio Puré / Parque Nacional Natural Puré) no sudeste do país. Vivem no departamento do Amazonas, na amazônia colombiana, próximo à fronteira com o Brasil . Eles compartilham a área com os povos Passé e Jumana.
Em maio de 2002, a Organização dos Povos Indígenas da Amazônia Colombiana (do espanhol Organizacion de los Pueblos Indigenas de la Amazonia Colombiana - OPIAC) manifestou apoio à criação do Parque Nacional Natural Puré, nos territórios dos povos Yuri, Carabayo/Arojes.
Durante vários anos, o povo Carabayo teve contato com estrangeiros, que resultou em ataques violentos de traficantes de escravos e extractores de borracha, levando ao isolamento.

## Nome
Os Carabayos também são conhecidos como Yuri ou povo Aroje pelo povo Bora,

## Linguagem
A língua carabayo parece ser um membro da família Tikuna-Yuri.

## Proteção legal
Em Dezembro de 2011, o Presidente Juan Manuel Santos assinou o decreto legal n.º 4633, que garante aos povos isolados, como os Carabayo, os direitos ao seu isolamento voluntário, aos seus territórios tradicionais e a reparações caso enfrentem a violência de forasteiros.